# Хуліо Масейрас
Хуліо Сесар Масейрас Фоке (ісп. Julio César Maceiras Fauque, 22 квітня 1926, Монтевідео — 6 вересня 2011, там само) — уругвайський футболіст, що грав на позиції воротаря, зокрема, за клуб «Данубіо», а також національну збірну Уругваю.
У складі збірної — переможець чемпіонату Південної Америки. 

## Клубна кар'єра
У футболі дебютував 1947 року виступами за команду «Данубіо», кольори якої і захищав протягом усієї своєї кар'єри гравця, що тривала тринадцять років. 

## Виступи за збірну
1954 року дебютував в офіційних матчах у складі національної збірної Уругваю. Протягом кар'єри у національній команді провів у її формі 8 матчів, пропустивши 10 голів.
Був присутній в заявці збірної на чемпіонаті світу 1954 року у Швейцарії, але на поле не виходив.
У складі збірної був учасником чемпіонату Південної Америки 1956 року в Уругваї, здобувши того року титул континентального чемпіона.
Помер 6 вересня 2011 року на 86-му році життя у місті Монтевідео.

## Титули і досягнення
- Переможець чемпіонату Південної Америки (1):

Уругвай: 1956